# Teodoro de Almeida
Teodoro de Almeida (Lisboa, 7 de Janeiro de 1722 – Lisboa, 18 de Abril de 1804) foi um sacerdote católico, escritor e filósofo português.

## Biografia
O seu livro Recreação Filosófica ou Diálogo sobre a Filosofia Natural, cujo primeiro tomo foi publicado em 1751, revela a existência em Portugal na época de um ensino actualizado. E revela também a preocupação com a divulgação da ciência. A actividade pedagógica e científica de Almeida entre 1745 e 1760 antecipou em cerca de um quarto de século a renovação do ensino verificada em Coimbra com a Reforma Pombalina em 1772. 
Alvo da perseguição do governo liderado pelo Marquês de Pombal, Almeida foi obrigado a exilar-se. Em 1760 desterrou-se para o Porto, vendo‑se de novo obrigado a fugir, passados oito anos, desta vez para Espanha e daí para França. Continuou no exílio a desenvolver uma grande influência na cultura portuguesa. Publicou em 1784 uma obra em três tomos intitulada Cartas Físico‑matemáticas de Teodósio a Eugénio e em 1785 as Institutiones Physicae ad usum Scholarum.
Mais tarde, em 1778, logo após o afastamento do referido marquês, regressou a Portugal embrenhando-se nos anos seguintes na revitalização do Oratório, na escrita e nos cursos.
Assim como foi sócio fundador da Real Academia das Ciências de Lisboa, em 1779, que surgiu na sequência da criação de instituições análogas nas principais capitais europeias. Aí protagonizou uma actividade considerável até falecer em 1804.

## Obra
Suas principais obras foram:
- Recreação Filosófica (1751-1799),
- O Feliz Independente do Mundo e da Fortuna (1779, três volumes),
- Sermões (1787, três volumes),
- Meditações dos Atributos Divinos e O Pastor Evangélico.

Várias das suas obras literárias ficaram só em manuscrito na Torre do Tombo e ficaram desconhecidas até hoje.
Entre outras obras de ficção, teatro ou de poesia narrativa dele temos
- Lisboa Destruída (escrito depois do Terramoto de 1755 mas publicado só em 1803)[6],
- A morte alegre do filósofo cristão,
- A vida alegre do filósofo cristão,
- Uma Drama para a Festa do Nascimento do Menino Deus (1767) ou
- História da Fogida de Misseno, sahindo do Reino para escapar da sua perseguição (1768)[7]

Alguns atribuem-lhe a tradução anónima de O Filósofo Solitário
Sobre sua obra Robert Ricard escreveu "Sur la diffusion des œuvres du P. Teodoro de Almeida.

## Importância
A título póstumo, encontra-se texto da sua autoria na Revista Municipal (1939-1973).
É considerado, pelo Prof. Carlos Fiolhais, o autor do primeiro livro de divulgação científica em língua portuguesa Recreação Filosófica ou Diálogo sobre a Filosofia Natural para instrução de pessoas curiosas, que não frequentarão as aulas.